# MCA (기업)
MCA는 미국의 엔터테인먼트 기업이다. 원래는 1924년에 시카고에 설립된 탤런트 사무실이지만, 그 후 MCA 레코드와 유니버설 스튜디오를 산하에 둔 종합 미디어 회사로 확장했다. 현재는 NBC 유니버설의 일부가 되었다.

## 같이 보기
- 레이저디스크
- MCA 레코드
- NBC유니버설
- 시그램
- 비방디